# Medetera senicula
Medetera senicula är en tvåvingeart som först beskrevs av Kowarz 1878.  Medetera senicula ingår i släktet Medetera och familjen styltflugor. Arten är reproducerande i Sverige. Inga underarter finns listade i Catalogue of Life.